# گیوم شن
گیوم شن (فرانسوی: Guillaume Chaine‎؛ زادهٔ ۲۴ اکتبر ۱۹۸۶) جودوکار اهل فرانسه است.